# Théâtre dramatique de Vorkouta
Le théâtre dramatique d'État de Vorkouta (en russe : Воркутинский государственный драматический театр) se trouve à Vorkouta en Russie. Il a été fondé en 1943 dans le Goulag.

## Historique
Dans les années 1930 et 1953, un grand nombre de citoyens soviétiques ont été arrêtés par le NKVD. La plupart de ces prisonniers des camps du Goulag l'étaient pour un motif politique, selon l'article 58 du code pénal de la RSFSR. Parmi eux se trouvaient de nombreux musiciens, artistes, peintres, chanteurs. C'est le commandant du camp, le colonel du NKVD M. Maltsev (Мальцев), qui a ordonné en premier d'organiser un théâtre. Le directeur en chef de ce théâtre était le prisonnier Boris Mordvinov (ru), ancien metteur en scène du théâtre Bolchoï, et professeur du Conservatoire de Moscou.
Dans ce théâtre travaillaient des prisonniers célèbres, comme les chanteurs d’opéra Théodore Routkovskiy (Теодор Игнатьевич Рутковский), Boris Deïneka (ru), Tatiana Lechtchenko (ru) ou l’actrice Valentina Tokarskaïa, le scénariste Alexeï Kapler, le compositeur Vladimir Mikocho (Владимир Владимирович Микошо), etc. Le principal décorateur du théâtre fut le peintre cubo-futuriste Kirill Zdanevitch (ru). Le répertoire du théâtre se composait d'opéras, d'opérettes, et de drames. Les prisonniers et leurs gardiens travaillaient sur les mêmes scènes. 
Après la mort de Staline le camp a été fermé, et le théâtre est devenu un théâtre municipal, administré par la ville et a pris pour nom théâtre dramatique de Vorkouta. Ce théâtre existe toujours.